# Opaeophacus acrogeneius
Opaeophacus acrogeneius és una espècie de peix de la família dels zoàrcids i de l'ordre dels perciformes.

## Morfologia
- Els mascles poden assolir 15,3 cm de longitud total.
- Nombre de vèrtebres: 144-149.[4][5]

## Hàbitat
És un peix marí i d'aigües profundes que viu entre 500-800 m de fondària.

## Distribució geogràfica
Es troba a la Mar de Bering.

## Observacions
És inofensiu per als humans.